# یولاندا، ملکه لاتین
یولاندا، ملکه لاتین (فرانسوی: Yolande de Hainault‎؛ 1175 – ۱۲۱۹ (۴۳−۴۴ سال)) ملکه امپراتوری لاتین قسطنطنیه به همراه همسرش پیتر کورتنی از سال ۱۲۱۶ تا ۱۲۱۷ میلادی بود و پس از مرگ وی تا سال ۱۲۱۹ به عنوان نایب حکومت زمام امور امپراتوری را در دست گرفت تا پسرش روبر به سن قانونی برای به عهده گرفتن امور امپراتوری برسد.